# Джичоева, Елена Георгиевна
Елена Георгиевна Джичоева (род. 16 июня 1939 года, город Ростов-на-Дону) — литературный критик, журналист, писатель, член Союза писателей СССР (1989), член Союза российских писателей (1991), член Союза журналистов России, почётный радист.

## Жизнь и творчество
Елена Георгиевна родилась 16 июня 1939 года, в городе Ростове-на-Дону. Окончила среднюю школу в 1956 году, поступила в Ростовский университет на историко-филологический факультет. В университете у неё возник интерес к исследовательской работе в области литературы — её статья Э. М. Ремарка, прочитанная на научной конференции факультета, была опубликована в сборнике РГУ. Дипломной работой стало исследование творчества Д. Голсуорси, многие рассказы которого, тогда ещё не переведённые на русский язык, Е. Джичоева перевела специально для дипломной.
По окончания университета работала в Вёшенской районной газете, преподавала в школе русский язык и литературу. Позже работала редактором Ростиздата, литературным сотрудником областной газеты «Молот», старшим редактором литературно-драматических передач Ростовского телевидения, редактором художественно-публицистических передач радио «Дон-ТР».
Первая книга Е. Г. Джичоевой «Преодоление» (очерк жизни и творчестве В. Семина), вышедшая в Ростиздате в 1982 году, получила положительные отзывы в журналах «Новый мир», «Вопросы литературы», «Литературное обозрение», «Дон», «Подъём», в газетах Ростова и области.
В 1988 году в Ростиздате вышла её книга о творчестве Б. Изюмского «Два лика времени».
Последующие книги статьи в журналах Москвы, Ростова, Воронежа, а также коллективных сборниках были посвящены военной прозе и размышлениям об истинной литературе и псевдолитературе.
В сборнике статей о военной прозе «Притяжение» Е. Джичоева не только проследила творчество А. Платонова, К. Воробьёва, Е. Носова, Ю. Гончарова и др., но и объединила их единым литературным и жизненным пространством. В сборнике «Сотворение художественного» проанализировала многие произведения современной литературы в контексте одной из самых серьёзных и сложных проблем литературы — проблемы художественного.
Перу Е. Г. Джичоевой принадлежат также документально-художественные очерки о людях, которые привлекли её неординарностью судеб и характеров. Некоторые из них вошли в сборник «Ходите чаще в гости к старикам».
В 1989 году Елена Георгиевна Джичоева была принята в Союз писателей СССР как критик. С 1991 года состоит в Союзе российских писателей.
Документальная повесть-эссе о К. Воробьёве «Серебряная дорога» (2008) представляет собой соединение литературоведческого анализа, воспоминаний, лирических размышлений и публицистики. Прослеживается сложная судьба писателя и его произведений, честность и независимость которых не вписывались в рамки времени.
Статьи и очерки Елены Джичоевой печатались в журналах Москвы, Ростова, Воронежа, в коллективных сборниках. С 1992 года она ведёт программу «Дон литературный» на радио ГТРК «Дон-ТР».
Елена Георгиевна Джичоева — лауреат областной журналистской премии им. Н. Погодина.
Живёт Е. Г. Джичоева в Ростове-на-Дону.

## Произведения Е. Г. Джичоевой
Отдельные издания
- Преододение. Очерк жизни и творчества Виталия Сёмина. — Ростов-н/Д: Ростовское кн. изд-во, 1982.

- Два портрета (в соавт. С. А. Истогиной) — Воронеж: Центрально-Чернозёмное кн. изд-во, 1986.

- Притяжение. Сборник литературно-критических статей. — Воронеж: Центрально-Чернозёмное кн. изд-во, 1987.

- Два лика времени. Очерк жизни и творчества Б. В. Изюмского. — Ростов-н/Д: Ростовское кн. изд-во, 1988.

- Сотворение художественного. Статьи и рецензии — Ростов н/Д: Ростовское кн. изд-во, 1990.

- Ходите чаще в гости к старикам. — Ростов-н/Д: МП «Книга», 1999.

- Серебряная дорога. — Ростов н/Д: изд-во журнала «Ковчег», 2008.

- Вспоминать и жить. Воспоминания, эссе, беседы, размышления о пиателях. — Ростов-н/Д: изд-во «Булат», 2011.